# Francisco Zeimoto
Francisco Zeimoto foi um navegador português do século XVI, crê-se, com base no Tratado dos Descobrimentos de António Galvão, que terá sido um dos primeiros navegantes a chegar ao Japão, na companhia de António Peixoto e António da Mota, em 1543. 
Estes três navegadores estariam na embarcação comandada por Diogo de Freitas, e ao ancorar algures no Sião os três decidiram escapulir-se para a China num junco. Este desviou-se da sua rota devido a uma tempestade e acabaram por aportar no Japão. Francisco Zeimoto aparece mencionado como descobridor do Japão também por Diogo do Couto. Uma outra corrente aponta como descobridores Cristóvão Borralho, Fernão Mendes Pinto e Diogo Zeimoto, mas sabe-se decerto que os primeiros contactos com o Japão foram efectuados por comerciantes e homens em busca de aventura que andavam pela Índia Portuguesa e pela China, podendo Francisco Zeimoto encontrar-se entre eles.
Teriam então Francisco Zeimoto e os seus companheiros António da Mota e António Peixoto aportado ao Japão a 23 de Setembro de 1543, tendo sido este primeiro contacto de portugueses com o Japão relatado pelo cronista Fernão Mendes Pinto. Segundo este cronista, a ilha de Tanegashima teria sido o primeiro lugar visitado pelos portugueses, que espantaram os autóctones não só com o relato de terras e costumes que tinham visto como com a novidade das armas de fogo, visto que o conhecimento da pirobalística ainda não tinha chegado ao Japão. 
Francisco Zeimoto chegou a ofertar a sua arma ao governador da ilha e a explicar o processo de fabrico da pólvora, tal foi o fascínio provocado e a vontade que o navegador tinha de agradecer o acolhimento caloroso que ele e os seus companheiros tinham recebido. Diz ainda Mendes Pinto que cerca de cinco meses depois os Japoneses daquele local tinham já fabricado seiscentas armas de fogo e que quando voltou ao Japão, em 1556, o uso das armas de fogo estava de tal modo disseminado que não havia núcleo rural ou urbano que não contasse com uma porção significativa delas.